# Кокунов, Юрий Васильевич
Юрий Васильевич Кокунов (род. 1938) — учёный-химик, лауреат премии имени Л. А. Чугаева (1986).

## Биография
Родился в 1938 году.
В 1961 году — окончил МИТХТ имени М. В. Ломоносова.
С 1961 по 1963 годы — работа на заводе в Соликамске.
С 1963 по 1966 — аспирантура в ИОНХ РАН, с 1966 года — сотрудник ИОНХ.
В 1967 году — защитил кандидатскую, а в 1978 году — докторскую диссертацию.
С 1968 по 1987 годы — заведующий аспирантурой ИОНХ.
В 1994 году — присвоено учёное звание профессора.
С 2001 года — заведующий лабораторией химии фторидов ИОНХ.
Член Ученого совета ИОНХ, член секции ученого совета по защите докторских и кандидатских диссертаций.
Заместитель главного редактора журнала «Координационная химия».

## Публикации
- Buslaev Yu.A., Kokunov Yu.V., Bochkareva V.A., Shustorovich E.M., Cis-effect of multiple-bonded oxygen on reactions of monooxo-complexes of Mo and W, // J.Inorg. Nucl. Chem., 1972, V.34, P.2861
- Kokunov Yu.V., Buslaev Yu.A., Stereochemical aspects of reactions of complexes of d0 transition metals with multiply bonded ligands, // Coord. Chem.Revs., 1982,V.47, № 1-2, P.15
- Кокунов Ю. В., Стереохимия смешанных фторсодержащих соединений J(V),Te(IV),Sn(II) с неподеленной электронной парой, 1999, Т. 44, С. 1777
- Кокунов Ю. В., Хмелевская Л. В., Горбунова Ю. Е., Алмазоподобный каркас катиона серебра в соединении [Ag(4,4-bipy)2]PF6 // Журн.неорган химии, 2004, Т.49, № 2, С. 202.
- Кокунов Ю. В., Ковалев В. В., Горбунова Ю. Е., Двойная спираль координационного полимера серебра с 1,3-бис(4-пиридил)пропаном, // Журн. неорган. химии 2008, Т.53, № 12, С.2024

## Награды
- Премия имени Л. А. Чугаева (за 1986 год, совместно с Ю. А. Буслаевым, Е. Г. Ильиным) — за цикл работ «Стереохимия комплексов элементов IV—VI групп»
- Главная премия МАИК-Наука за лучшие публикации (1999)
- Премия МАИК-Наука (2006)